# 石川県道124号本津幡停車場線
石川県道124号本津幡停車場線（いしかわけんどう124ごう ほんつばたていしゃじょうせん）は、石川県河北郡津幡町清水地内にある一般県道（石川県道）である。

## 路線概要
- 起点：石川県河北郡津幡町字清水チ337番1地先（＝JR七尾線本津幡駅前）
- 終点：石川県河北郡津幡町字清水チ316番1地先（＝本津幡駅前交差点・石川県道59号高松津幡線交点）

起点から南へ95m進むと終点。

## 歴史
- 1960年（昭和35年）10月15日：路線認定。

## 接続道路
- 石川県道59号高松津幡線（河北郡津幡町清水・本津幡駅前交差点：終点）

## 通過する自治体
- 石川県
  - 河北郡津幡町